# Râul Valea Seacă, Olt (Sfântu Gheorghe)
Râul Valea Seacă este un curs de apă, afluent al râului Olt. 

## Hărți
- Harta județului Covasna